# Isaac Ilyich Levitan

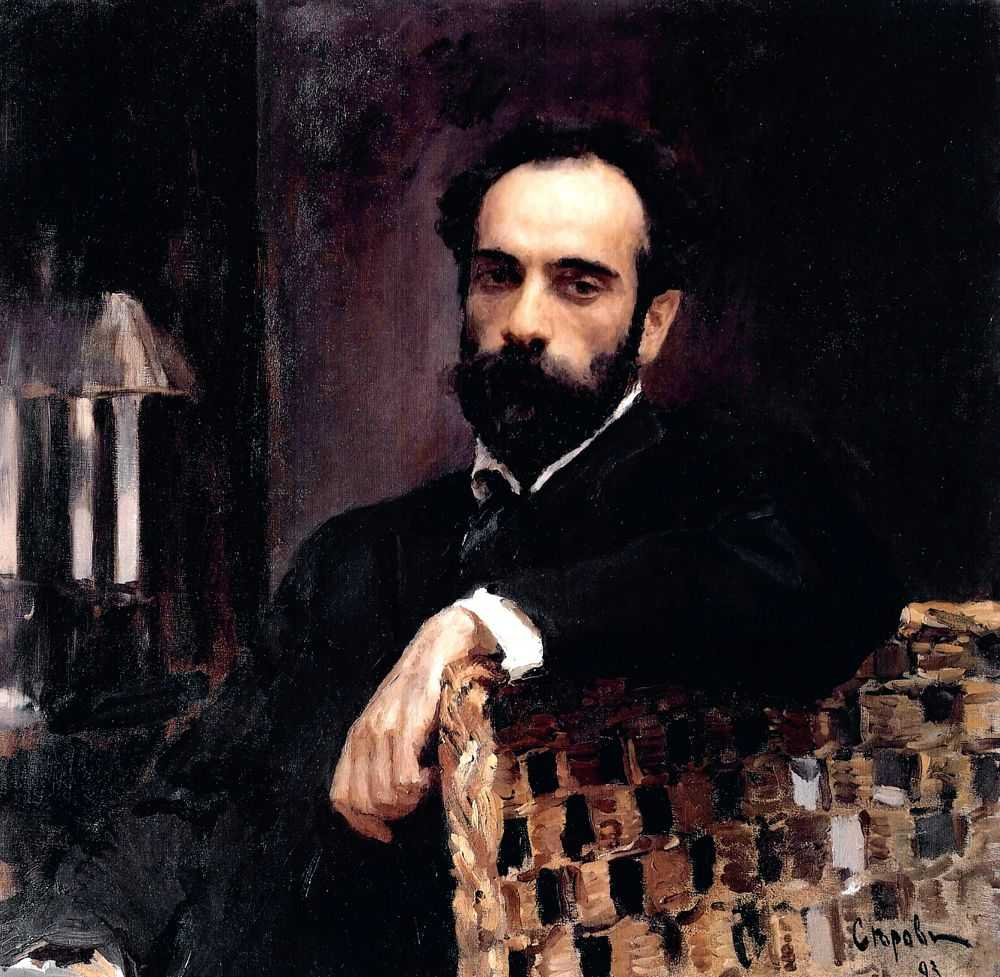
Chân dung Levitan do họa sĩ Valentin Serov vẽ năm 1893

Isaac Ilyich Levitan (tiếng Nga: Исаак Ильич Левитан) (sinh ngày 30 tháng 8 năm 1860, mất ngày 4 tháng 8 năm 1900) là một họa sĩ tranh phong cảnh người Nga gốc Do Thái nổi tiếng. Với những tuyệt tác như Mùa thu vàng hay Rừng bạch dương, Levitan được coi là một trong những họa sĩ Nga nổi tiếng nhất vào cuối thế kỉ 19.

## Cuộc đời và sự nghiệp

### Thời trẻ
Isaac Levitan sinh năm 1860 trong một gia đình gốc Do Thái nghèo nhưng có học thức ở thị trấn Kibarty, tỉnh Kovno (nay là Kaunas, Litva). Năm Levitan lên 10 thì cả gia đình chuyển về Moskva.
Tháng 9 năm 1873, Isaac Levitan thi đỗ vào Trường hội họa, điêu khắc và kiến trúc Moskva nơi anh trai của ông, Avel, cũng đã theo học được hai năm. Ở trong trường, Levitan được học các họa sĩ phong cảnh nổi tiếng của Nga lúc bấy giờ là A. K. Savrasov, V. G. Perov và V. D. Polenov. Levitan học rất giỏi và được nhận học bổng của trường. Tuy vậy khi học được hai năm thì mẹ của Isaac mất, cha ông thì lâm bệnh nặng và không thể tiếp tục hỗ trợ bốn anh chị em Levitan học tập chỉ nhờ vào mỗi tiền công từ việc dạy thêm do ông đã phải nghỉ công việc trong ngành đường sắt, sau đó ông cũng mất năm 1877 vì bệnh thương hàn. Cả gia đình Levitan lâm vào cảnh nghèo túng, bản thân Isaac Levitan thường xuyên phải nhịn đói hoặc ngủ lại trường nhưng nhờ có sự hỗ trợ của các giáo sư vốn yêu quý tài năng của Levitan, ông mới có thể tiếp tục việc học tập. Do cuộc sống thiếu thốn và việc học tập vất vả, sức khỏe và tinh thần của Levitan đã bắt đầu giảm sút ngay từ những năm này. Ông tốt nghiệp năm 1885.

### Sự nghiệp
Tháng 3 năm 1877, hai tác phẩm đầu tiên của Isaac Levitan được triển lãm và được báo chí đánh giá cao. Sau vụ mưu sát của Aleksandr Soloviev nhằm vào Nga hoàng Aleksandr II (1818 – 1881) tháng 5 năm 1879, lệnh trục xuất hàng loạt người Do Thái ra khỏi các thành phố lớn của Đế quốc Nga buộc gia đình ông phải chuyển đến vùng ngoại ô Saltykovka nhưng vào mùa thu các quan chức chính quyền dưới áp lực của những người hâm mộ nghệ thuật đã cho phép ông quay trở lại Moskva.
Thập niên 1880, bức tranh Ngày thu. Sokolniki (Осенний день. Сокольники) của Isaac Levitan được nhà sưu tập tranh hàng đầu nước Nga là Pavel Mikhailovich Tretyakov mua lại. Mùa xuân năm 1884, Levitan tham gia vào cuộc triển lãm tranh lưu động của nhóm họa sĩ Peredvizhniki (nhóm họa sĩ lưu động) và đến năm 1891 thì trở thành thành viên chính thức của nhóm này cùng với các họa sĩ nổi tiếng khác như I. N. Kramskoi, K. A. Korovin.
Trong thời gian còn học ở Trường hội họa, Isaac Levitan kết bạn cùng các họa sĩ K. A. Korovin, M. V. Nesterov, kiến trúc sư Fyodor Shekhtel và họa sĩ N. P. Chekhov, anh trai của nhà văn nổi tiếng A. P. Chekhov, sau đó tác giả tranh phong cảnh nổi tiếng Levitan và tác giả truyện ngắn nổi tiếng Chekhov đã trở thành những người bạn thân thiết, Levitan thường đến nghỉ tại nhà Chekhov trong những giai đoạn khủng hoảng về tinh thần.
Giai đoạn 1889-1890, ông tới Pháp và Italia.

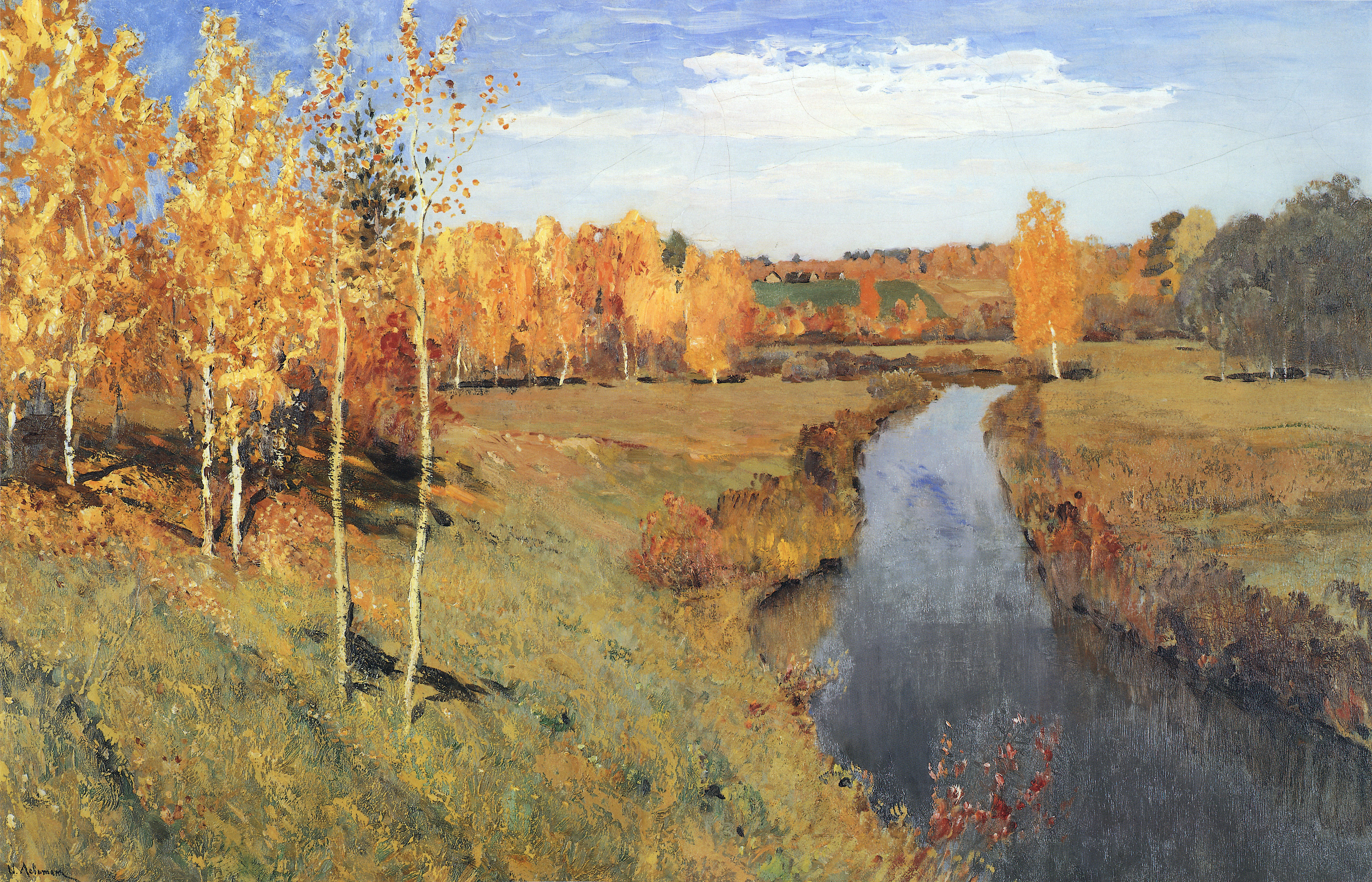
Mùa thu vàng, 1895

Ngay từ khi còn ở trường Levitan đã bộc lộ thiên hướng về tranh phong cảnh và phần lớn các tác phẩm sau này của họa sĩ đều tập trung vào đề tài phong cảnh nông thôn hoặc thiên nhiên nước Nga. Những tác phẩm theo trường phái hiện thực của Levitan nổi tiếng với khả năng miêu tả chân thực vẻ đẹp của thiên nhiên Nga, đồng thời cũng truyền vào đó cảm xúc và tinh thần của tác giả. Có thể kể tới các bức tranh Mùa thu vàng miêu tả mùa thu ở vùng nông thôn Nga với sắc vàng chủ đạo, bức Rừng bạch dương vẽ lại những cánh rừng bạch dương Nga vào mùa xuân với sắc xanh chủ đạo hay bức Cái yên tĩnh vĩnh hằng miêu tả thiên nhiên hùng vĩ nhìn từ một nhà nguyện nhỏ bé nằm giữa một con sông nước Nga. Levitan là người vẽ trời rất đẹp, người ta đã ví Levitan vẽ trời đẹp như là Claude Monet vẽ nước.
Năm 1897, Levitan được bầu vào Viện hàn lâm nghệ thuật Nga và năm 1898 ông trở thành người phụ trách xưởng tranh phong cảnh tại trường học cũ của mình. Tuy nhiên càng về sau, sức khỏe của Levitan càng yếu, ông thường xuyên bị viêm phổi và suy sụp về tinh thần. Vì vậy họa sĩ thường dưỡng bệnh tại gia đình của người bạn Chekhov ở Krym. Tại đây đã có lần Levitan dùng súng tự tử nhưng không chết. Tuy nhiên, Levitan chưa bao giờ truyền tâm trạng u tối của mình vào trong các bức tranh, hầu hết các bức tranh của Levitan, kể cả bức cuối cùng Hồ (hay Tổ quốc) đều mang màu sắc tươi tắn và miêu tả tuyệt vời vẻ đẹp của thiên nhiên nước Nga. Chưa kịp hoàn thành tác phẩm Hồ thì Levitan qua đời ngày 4 tháng 8 năm 1900 khi mới 40 tuổi.
Isaac Levitan ban đầu được chôn ở nghĩa trang của người Do Thái ở Dorogomilovo, nhưng sau đó ông được cải táng về nghĩa trang nổi tiếng ở Moskva, Nghĩa trang Novodevichy, mộ của ông nằm kế bên mộ của người bạn thân Chekhov. Ngoài những người bạn và đồng nghiệp, Levitan chưa bao giờ lập gia đình hay có con.

### Tình bạn với Anton Chekhov
Từ giữa thập niên 1880, tình bạn giữa Levitan và Chekhov ngày càng trở nên sâu đậm, đến mức Levitan bắt đầu ghé chơi nơi ở của gia đình Chekhov ở gần Babkino. Mùa hè đầu tiên ở đây Levitan đã sáng tác bức Dòng sông Istra (1885) và tặng cho Chekhov. Ông cũng vẽ bức Chạng vạng trên sông Istra (1885) với tông màu tối tăm, ảm đạm hơn. Chekhov rất thích biểu diễn kịch câm cho khách khứa của ông xem, Levitan cũng phải sắm vai bạo chúa, nạn nhân hoặc người Do Thái ngoại quốc trong các vở kịch châm biếm này. 
Năm 1892, Levitan và Chekhov có một cuộc cãi vã lớn liên quan tới truyện ngắn Châu chấu, một sáng tác của Chekhov công bố trên tạp chí Phương Bắc. Levitan tin rằng câu chuyện này được xây dựng dựa trên chuyện tình cảm giữa ông với Sofia Kuvshinnikova. Mặc dầu Chekhov đã gửi lời xin lỗi, quan hệ bạn bè giữa hai người vẫn bị đóng băng mãi cho tới tháng Một năm 1895. 

### Phong cảnh mang tâm trạng
Tác phẩm của Levitan là lời hưởng ứng sâu sắc trước vẻ đẹp duyên dáng trữ tình của phong cảnh nước Nga. Levitan không vẽ phong cảnh đô thị, ngoại trừ bức Cảnh tu viện Simonov (View of Simonov Monastery, không rõ vị trí) và bức Điện Kremlin rực sáng (Illumination of the Kremlin) thể hiện phong cảnh thành phố Moskva. Cuối thập niên 1870, Levitan thường làm việc ở vùng ngoại vi Moskva và sáng tạo nên biến thể đặc biệt của loại hình tranh "phong cảnh mang tâm trạng". Trong đó hình dáng và đặc điểm thiên nhiên được truyền sức mạnh tinh thần và trở thành phương tiện truyền tải đặc điểm tâm hồn (như bức Ngày thu Sokolniki/ Autumn Day. Sokolniki, 1879). 
Khi sáng tác ở Ostankino, ông vẽ các góc dinh thự và công viên, nhưng nơi ông yêu thích nhất là những địa điểm thi vị trong rừng hoặc ở vùng nông thôn dung dị. Về đặc điểm, tranh Levitan chứa đựng những mộng tưởng thầm lặng, gần như sầu muộn, được gói gọn trong quang cảnh thôn quê vắng bóng con người. Các tác phẩm xuất sắc mang đặc điểm này có thể kể tới Vladimirka, (1892), Chuông chiều (Evening Bells, 1892), và Yên nghĩ vĩnh hằng (Eternal rest, 1894), tất cả được trưng bày ở Nhà trưng bày Tretyakov.
Cây bạch dương, mọc rất nhiều ở miền Trung nước Nga và được xem là biểu tượng quốc gia cho mùa xuân và tái sinh, là một mô-típ quen thuộc trong sáng tác của Levitan. Ông vẽ chủ đề này ở các mùa trong năm. Trong bức Trận lụt mùa xuân (Spring Flood, 1897), những thân cây màu trắng mảnh khảnh, cong nghiêng, không xòe tán, in bóng xuống trong dòng nước lũ tạo nên từ băng tan đổ xuống từ các ngọn núi lân cận. Bức Khóm bạch dương (Birch Grove, 1885–89) thể hiện một cảnh khác của mùa xuân, với ánh nắng phủ lốm đốm và tầm mắt đặt thấp, được vẽ theo trường phái Ấn tượng. 

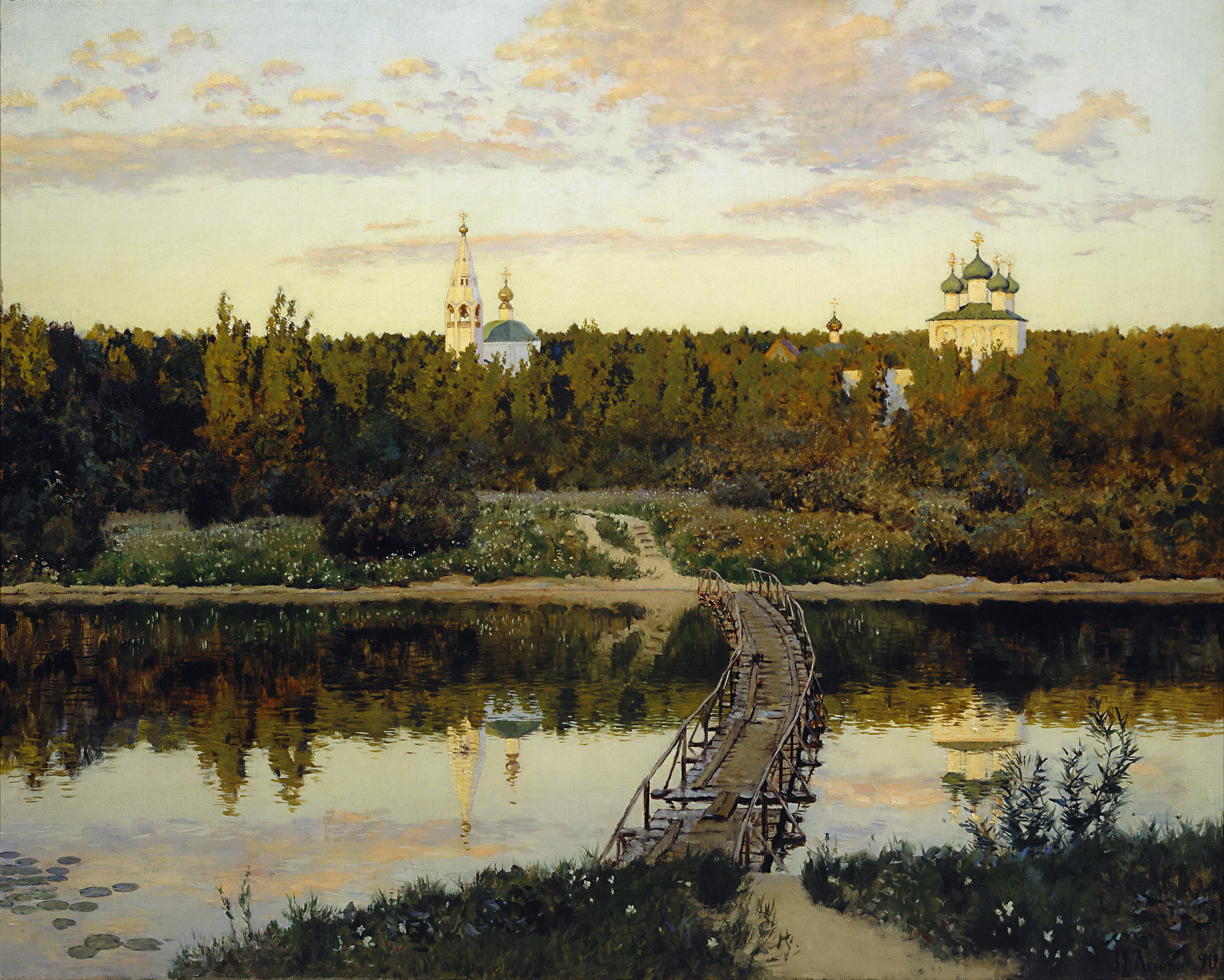
Tu viện tĩnh lặng

Bức Mùa thu vàng (Golden Autumn,1895) vẽ đám cây bạch dương mùa thu với tán lá nhuộm màu cam và vàng, nằm dưới một đám mây trải trên bầu trời, phản chiếu xuống dòng sông màu xanh sẫm uốn khúc từ góc dưới bên phải khung tranh. Levitan không chỉ vẽ cây cối, mà còn cả ánh sáng đang chiếu sáng cây cối, thể hiện rõ nhất trong các bức tranh như Đêm sáng trăng: Đường cái (Moonlit Night: Main Road, 1897), thể hiện hai hàng bạch dương dóng hàng dọc theo con đường thẳng dưới ánh trăng. Thân cây màu trắng sáng bừng lên dưới ánh trăng, tương phản với cánh đồng và lá cây tối tăm. Khả năng bắt trọn những đặc tính khác nhau của ánh sáng của Levitan sánh ngang với Claude Monet, tuy nhiên không chắc Levitan có tham khảo tranh của Monet để sáng tác hay không. 

### Giai đoạn cuối đời
Mùa hè năm 1890 Levitan tới Yuryevets. Giữa vô vàn phong cảnh và âm thanh, ông vẽ bức Cảnh tu viện Krivooserski (The View of Krivooserski monastery). Từ đó, một trong những tác phẩm xuất sắc nhất của ông, Tu viện tĩnh lặng (The Silent Monastery), cũng đã ra đời. Hiện lên trong tranh là một tu viện tĩnh lặng kết nối với thế giới bên ngoài thông qua một cây cầu ván gỗ bắc ngang sông, hình ảnh ấy đã bộc lộ được những suy ngẫm tâm linh của người họa sĩ. Bức tranh này khiến Chekhov ấn tượng sâu sắc. Đến năm 1891, Levitan đã trở thành thành viên của Hội Triển lãm Nghệ thuật lưu động (Association of Itinerant Exhibitions), tổ chức mang sứ mệnh xây dựng nền nghệ thuật dân chủ, giúp càng nhiều người bình dân tiếp cận được nghệ thuật càng tốt. Tuy nhiên, khác những họa sĩ trong hội mong muốn truyền thông điệp về cuộc sống cơ cực của người Nga, Levitan chỉ muốn vẽ cái đẹp. Cuối cùng ông gửi tác phẩm tới triển lãm của nhóm Thế giới Nghệ thuật, một tổ chức của những nghệ sĩ trẻ tuổi tin rằng vẻ đẹp là mục đích của nghệ thuật.  
Tháng 9 năm 1892, người Do Thái lại bị trục xuất khỏi Moskva một lần nữa, Levitan vì thế phải chuyển tới Boldino. Nhờ bạn bè lên tiếng giúp đỡ, ông được phép trở lại Moskva vào tháng 12 cùng năm.
Năm 1897, Levitan, lúc này đã là họa sĩ nổi tiếng khắp thế giới, được bầu chọn vào Học viện Nghệ thuật Hoàng gia. Năm sau, ông được cử làm người quản lý Xưởng tranh phong cảnh tại trường học cũ. 
Levitan sống năm cuối cùng của cuộc đời ở nhà Chekhov tại Crimea. Mặc dù phải đấu tranh với bệnh tật (phần lớn cuộc đời ông phải chống chọi với bệnh tim), các tác phẩm cuối cùng của ông ngày càng ngập tràn ánh sáng. Các tác phẩm này phản ánh sự thanh bình và vẻ đẹp vĩnh cửu của thiên nhiên Nga. 
Levitan qua đời ngày 4 tháng 8 năm 1900, hưởng thọ chỉ 39 tuổi. Thi hài ông được chôn cất tại nghĩa trang Do thái Dorogomilovo. Tháng 4 năm 1941, mộ ông được chuyển về nghĩa trang Novodevichy, nằm bên cạnh mộ Chekhov. Levitan không có gia đình và con cái. 

## Di sản
Vào năm ngay sau khi Levitan qua đời, một triển lãm gồm hàng trăm bức tranh của Levitan được tổ chức ở Moskva và sau đó ở St. Petersburg. Các tác phẩm của Levitan xuất hiện trong các sách giáo khoa tiếng Nga và trẻ em được học về tình yêu của Levitan dành cho tổ quốc.
Một tiểu hành tinh do nhà thiên văn học Liên Xô Lyudmila Zhuravlyova phát hiện năm 1979 được đặt theo tên của Levitan - tiểu hành tinh 3566 Levitan. 

## Tác phẩm tiêu biểu
- Ngày thu. Sokolniki (Осенний день. Сокольники, 1879)
- Buổi chiều trên sông Volga (Вечер на Волге, 1888)[3]
- Buổi chiều, Plyos vàng (Вечер. Золотой Плёс, 1889)[3]
- Rừng bạch dương (Берёзовая роща, 1885 - 1889)[3]
- Mùa thu vàng. Slobodka (Золотая осень. Слободка, 1889)[4]
- Sau cơn mưa, Plyos (После дождя. Плёс, 1889)[3]
- Bên vực nước xoáy (У омута, 1892)[3]
- Đường Vladimirka (Владимирка, 1892)[3]
- Trên sự yên tĩnh vĩnh hằng (Над вечным покоем, 1894)[3]
- Tháng Ba (Март, 1895)[3]
- Mùa xuân, con nước (Весна — большая вода, 1896 - 1897)[3]
- Hoàng hôn. Đụn cỏ (Сумерки. Стога, 1899)[3]
- Hoàng hôn (Сумерки, 1900)[3]
- Hồ hay Rus (Озеро hay Русь, 1889 - 1900, chưa hoàn thành)[4]

## Các Tác phẩm nổi tiếng của Levitan

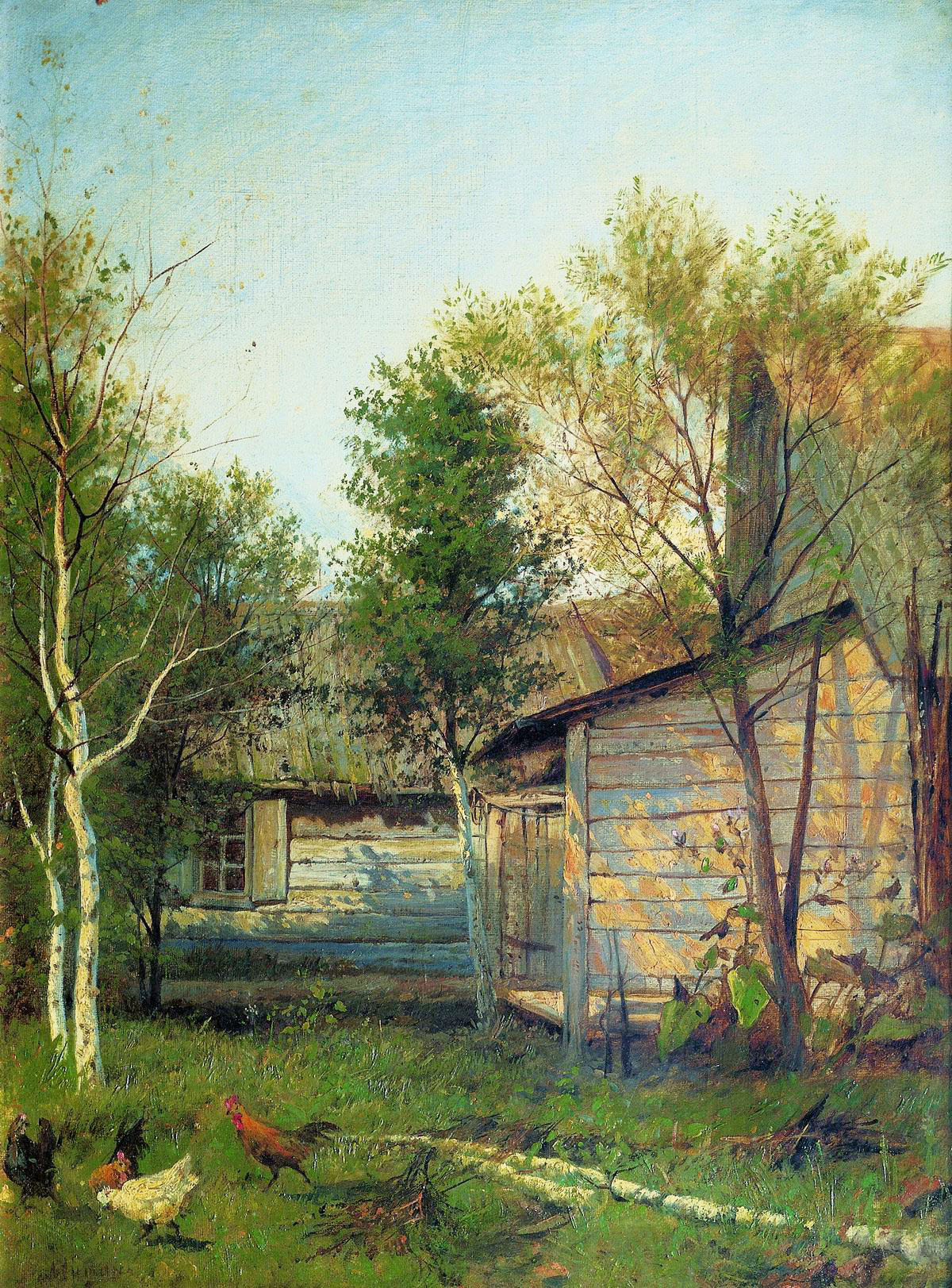
Ngày nắng, 1876
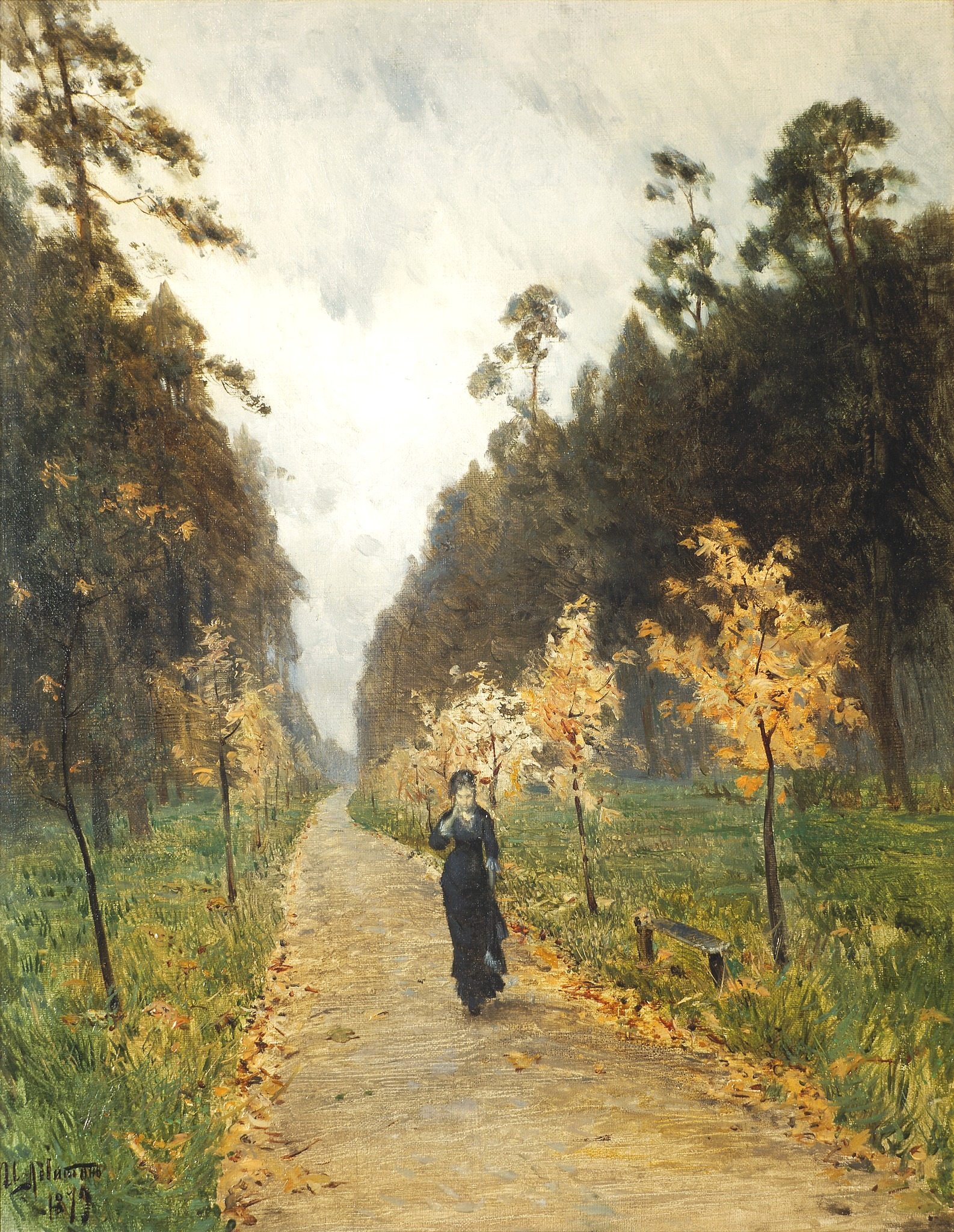
Ngày thu. Sokolniki, 1879
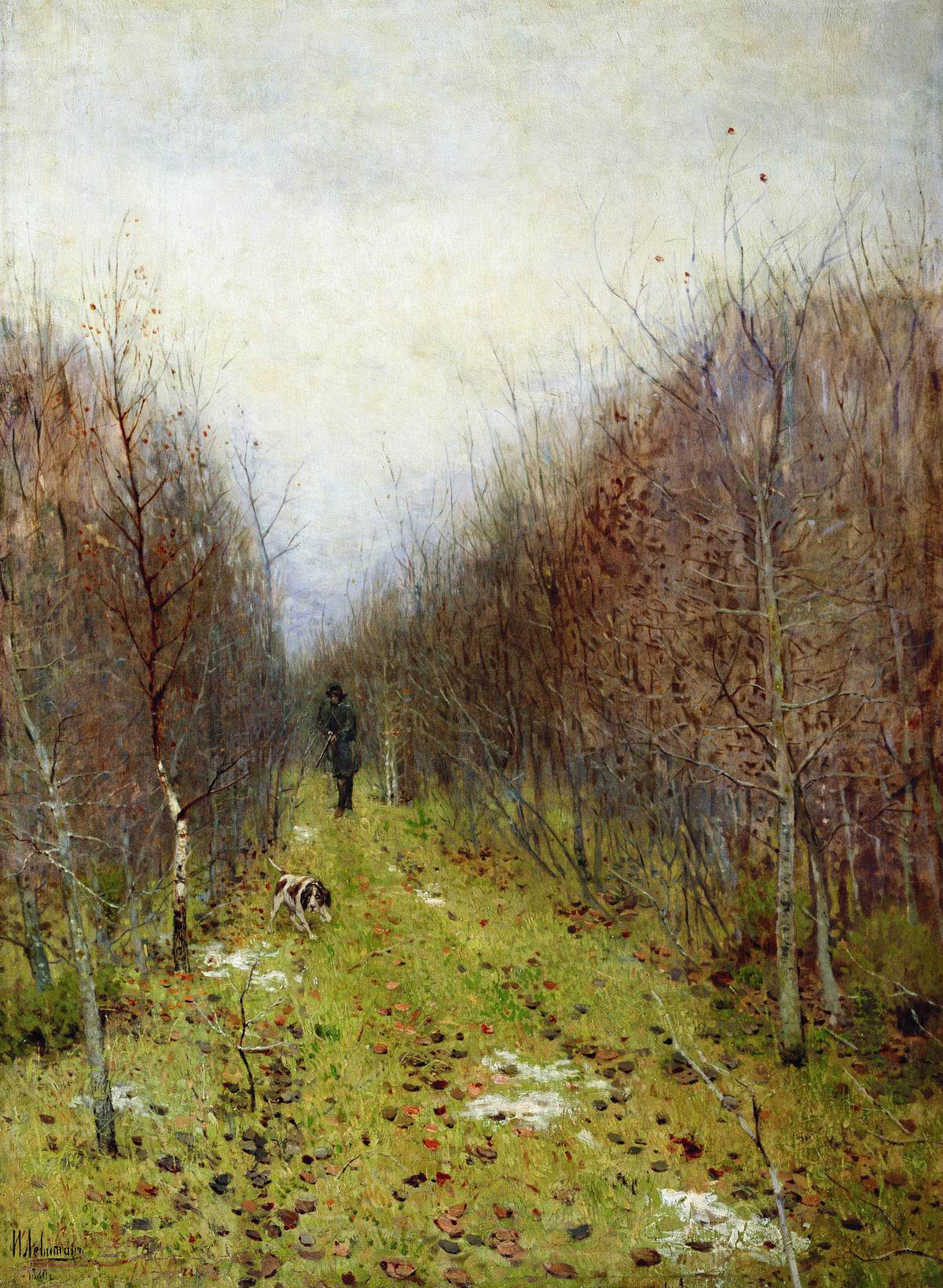
Phong cảnh mùa thu, 1880
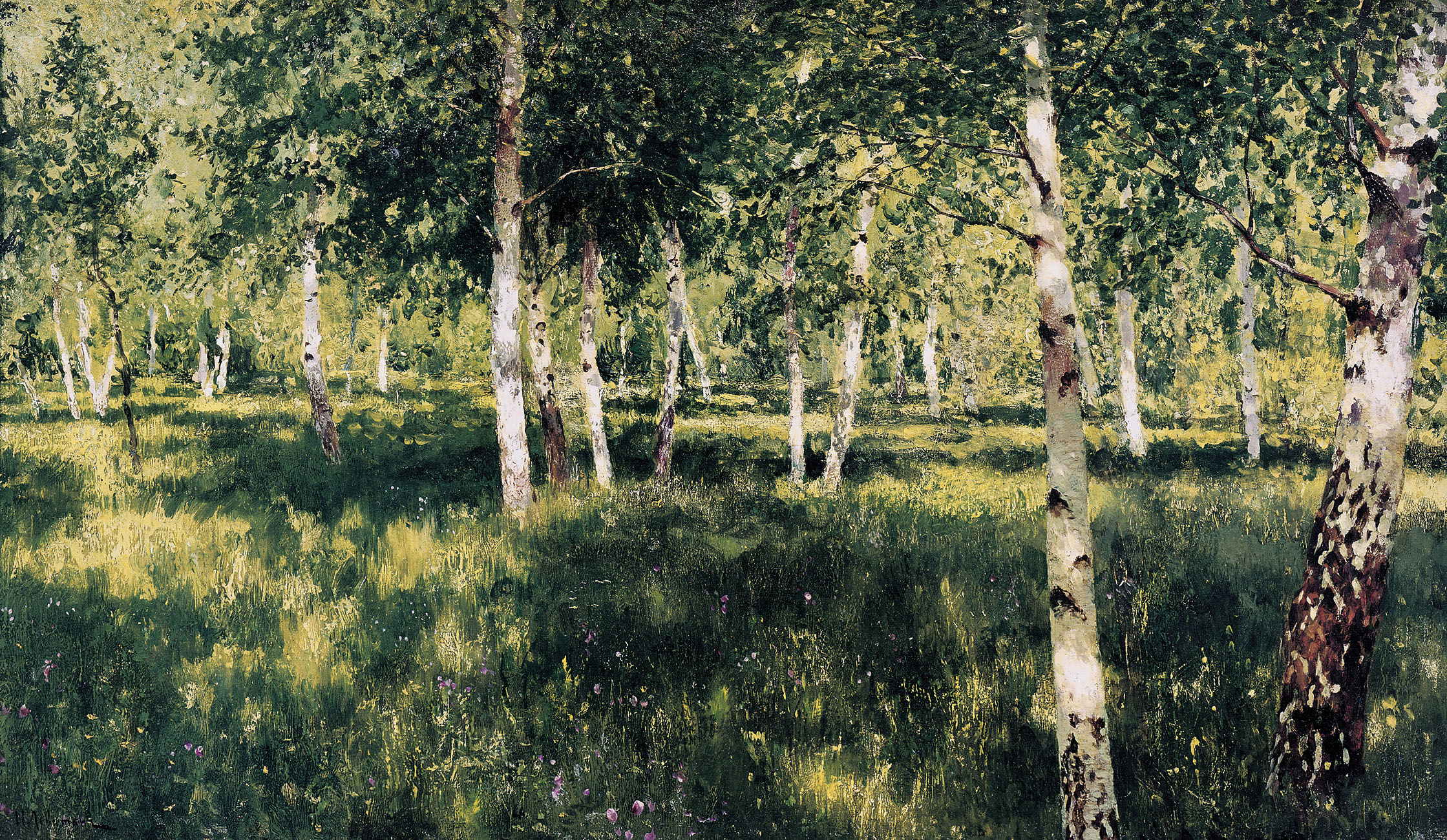
Rừng bạch dương, 1885-1889
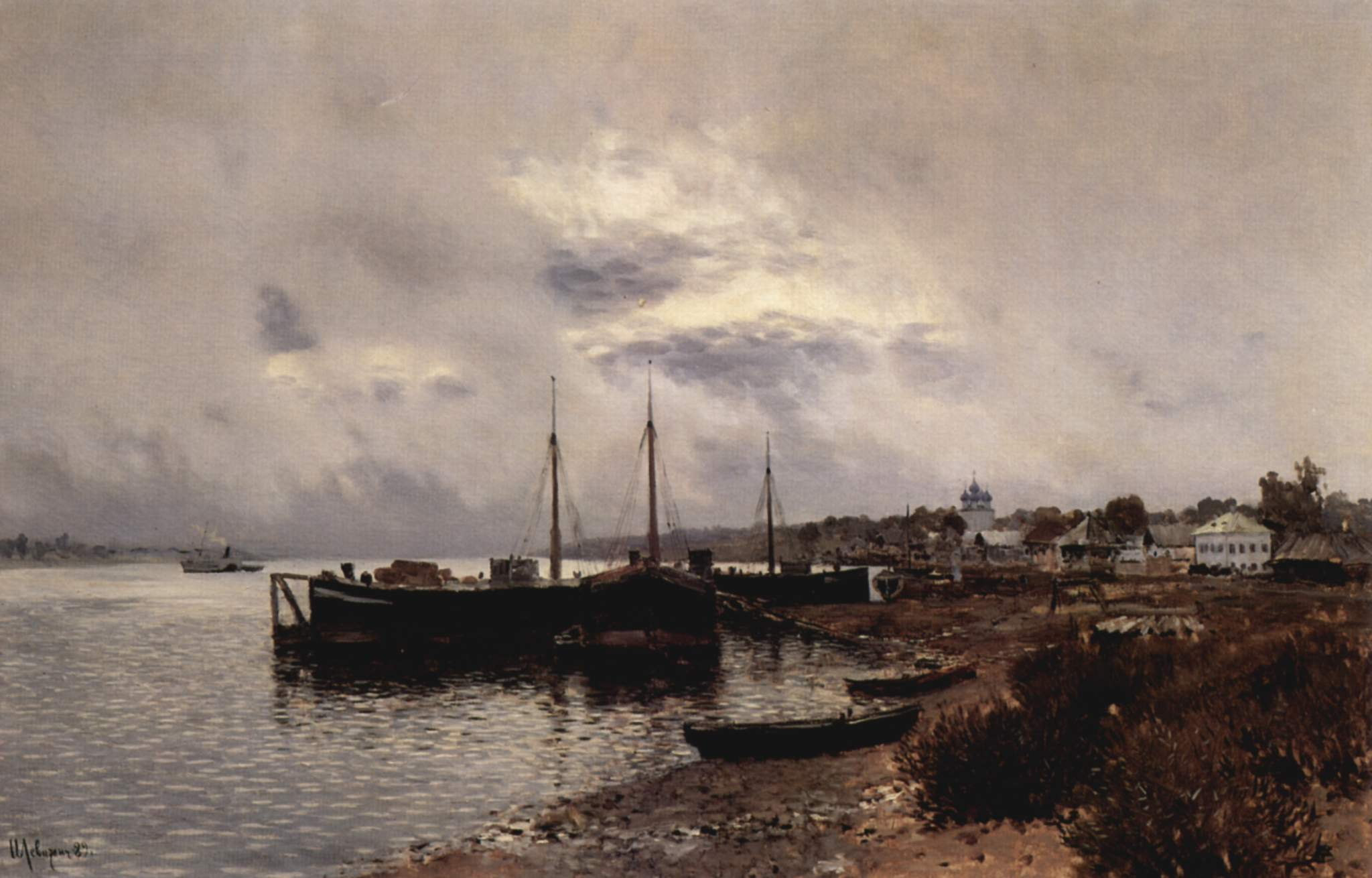
Buổi chiều, Plyos vàng, 1889
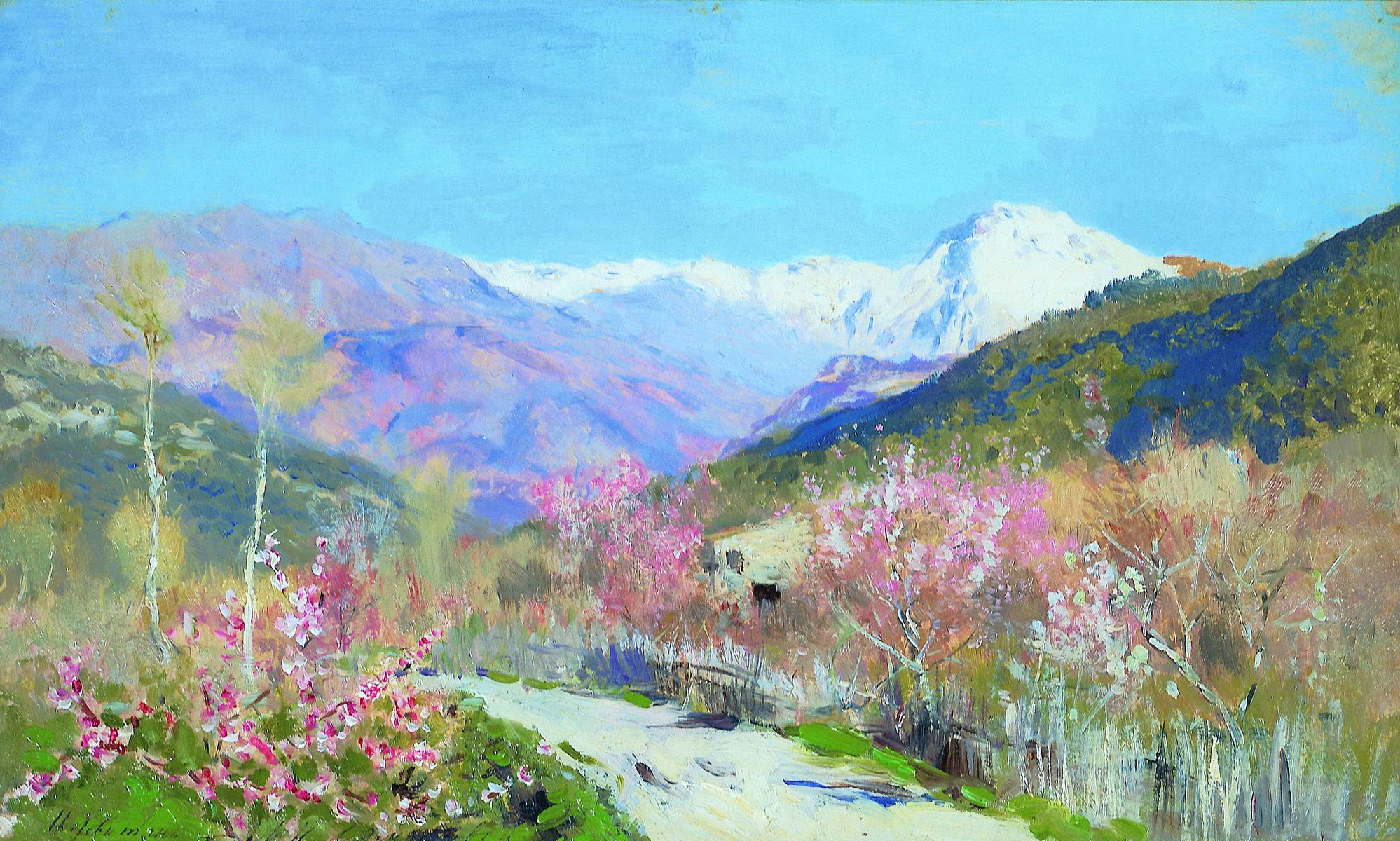
Mùa xuân ở Italia
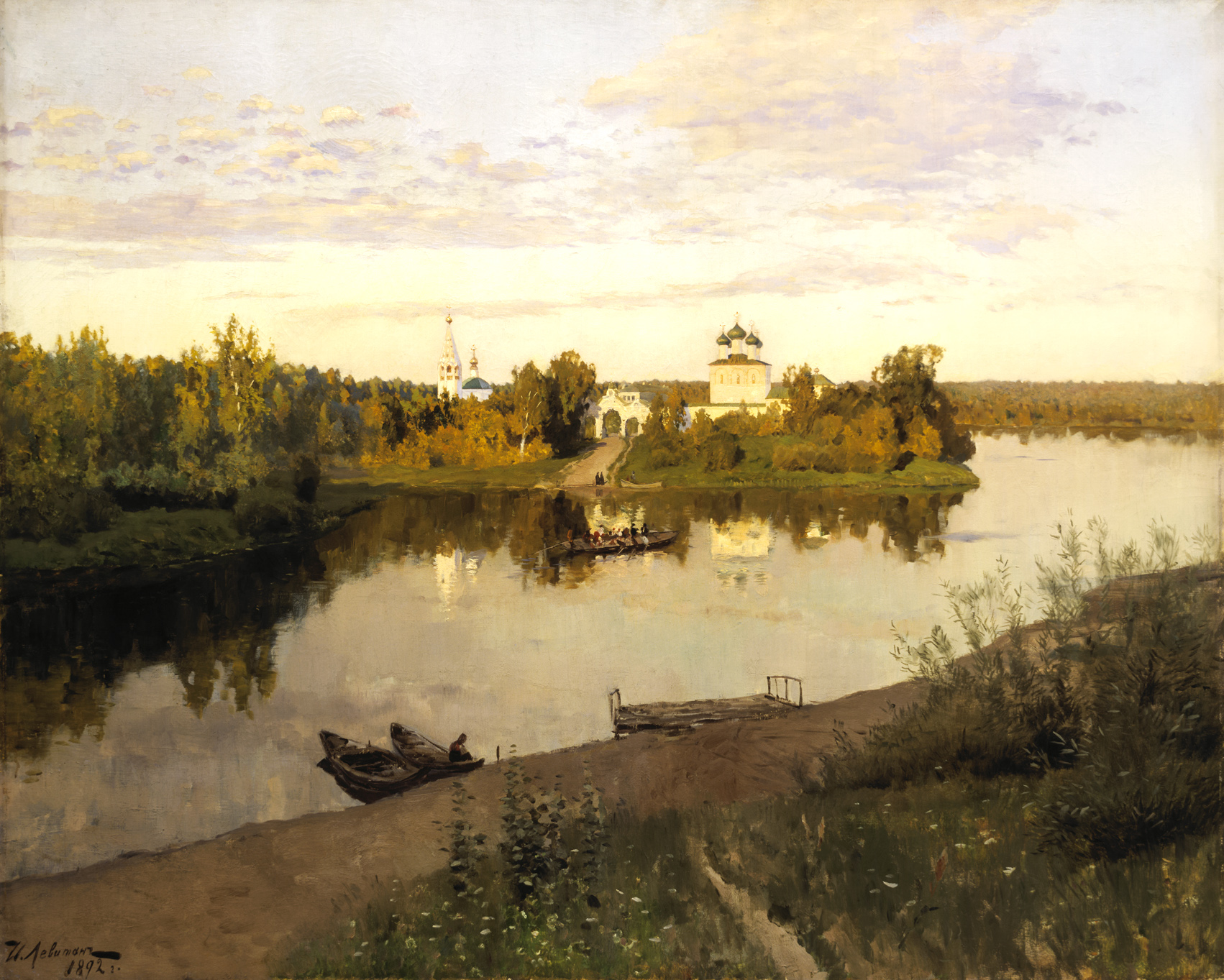
Chuông chiều, 1892
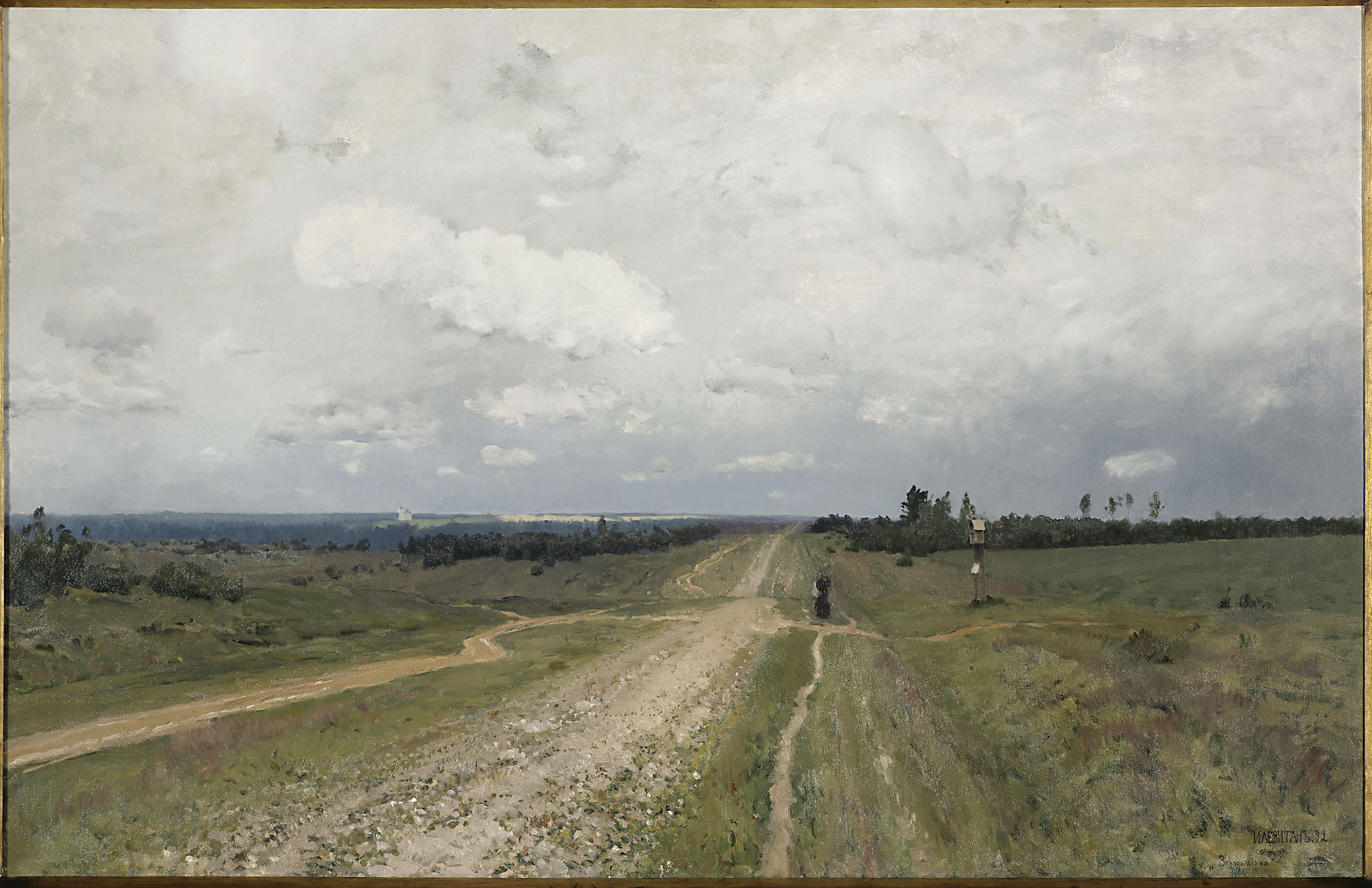
Vladimirka, 1892
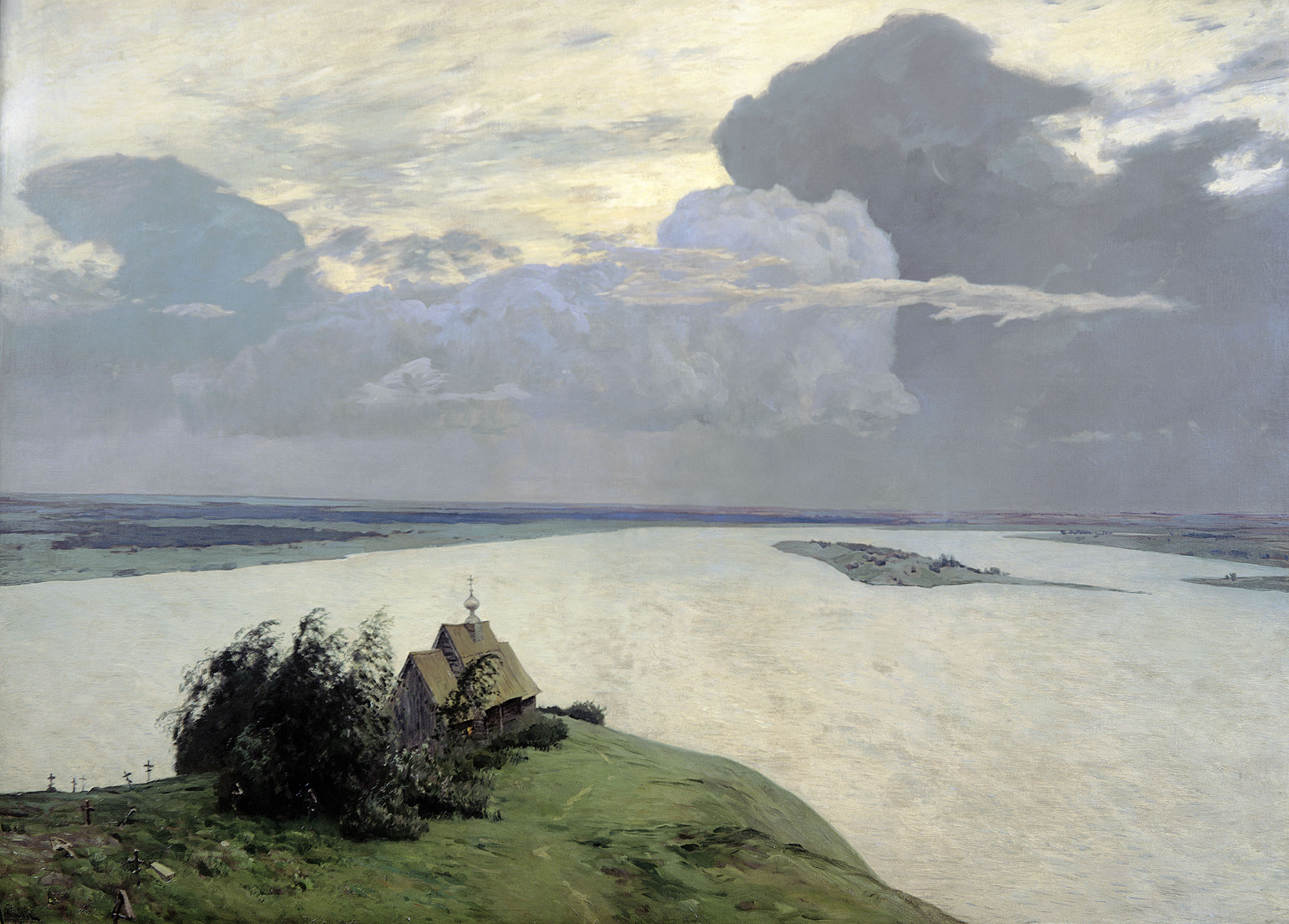
Trên sự yên tĩnh vĩnh cửu, 1894
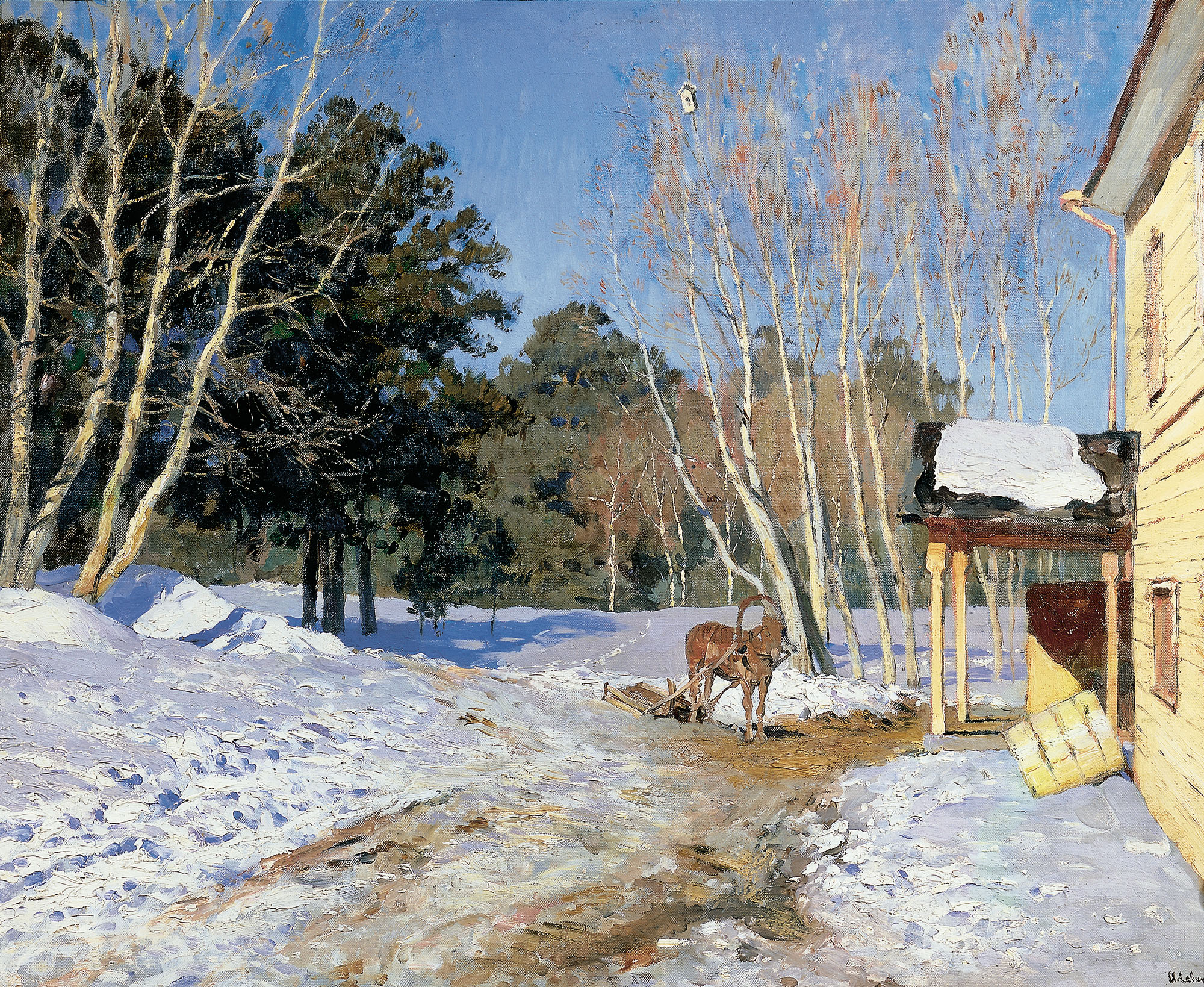
Tháng Ba, 1895
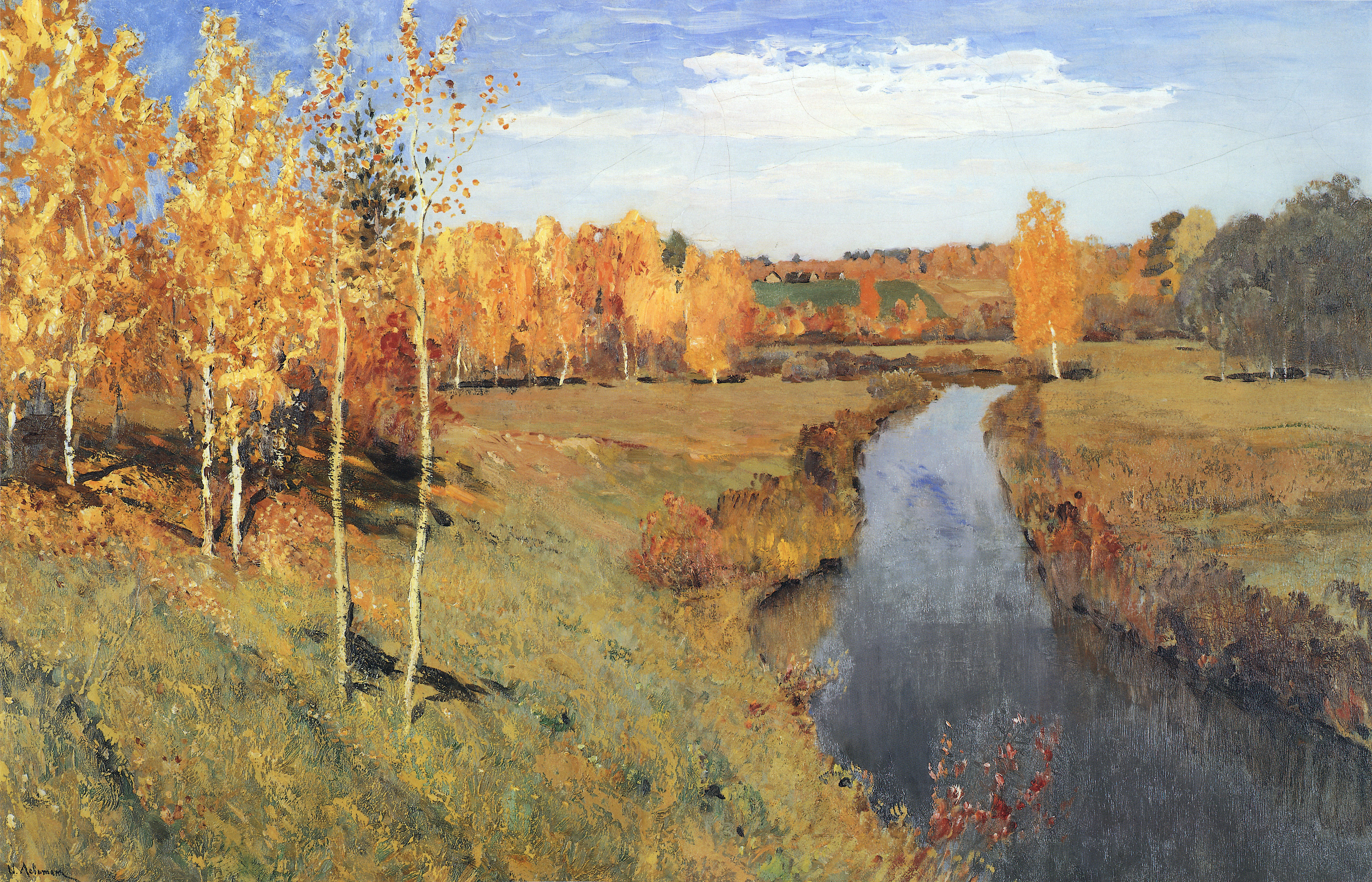
Mùa thu vàng, 1895
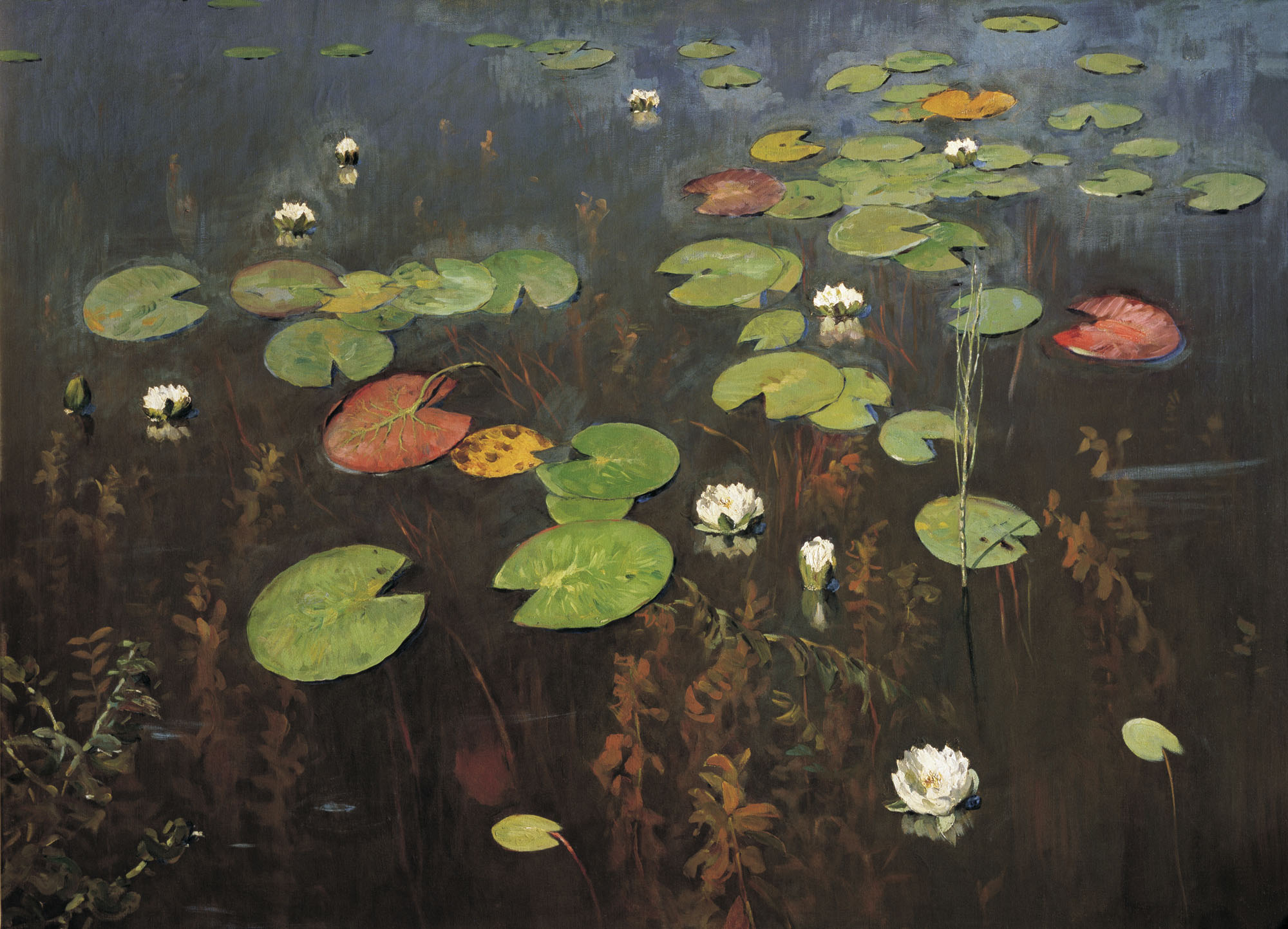
Hoa súng, 1895
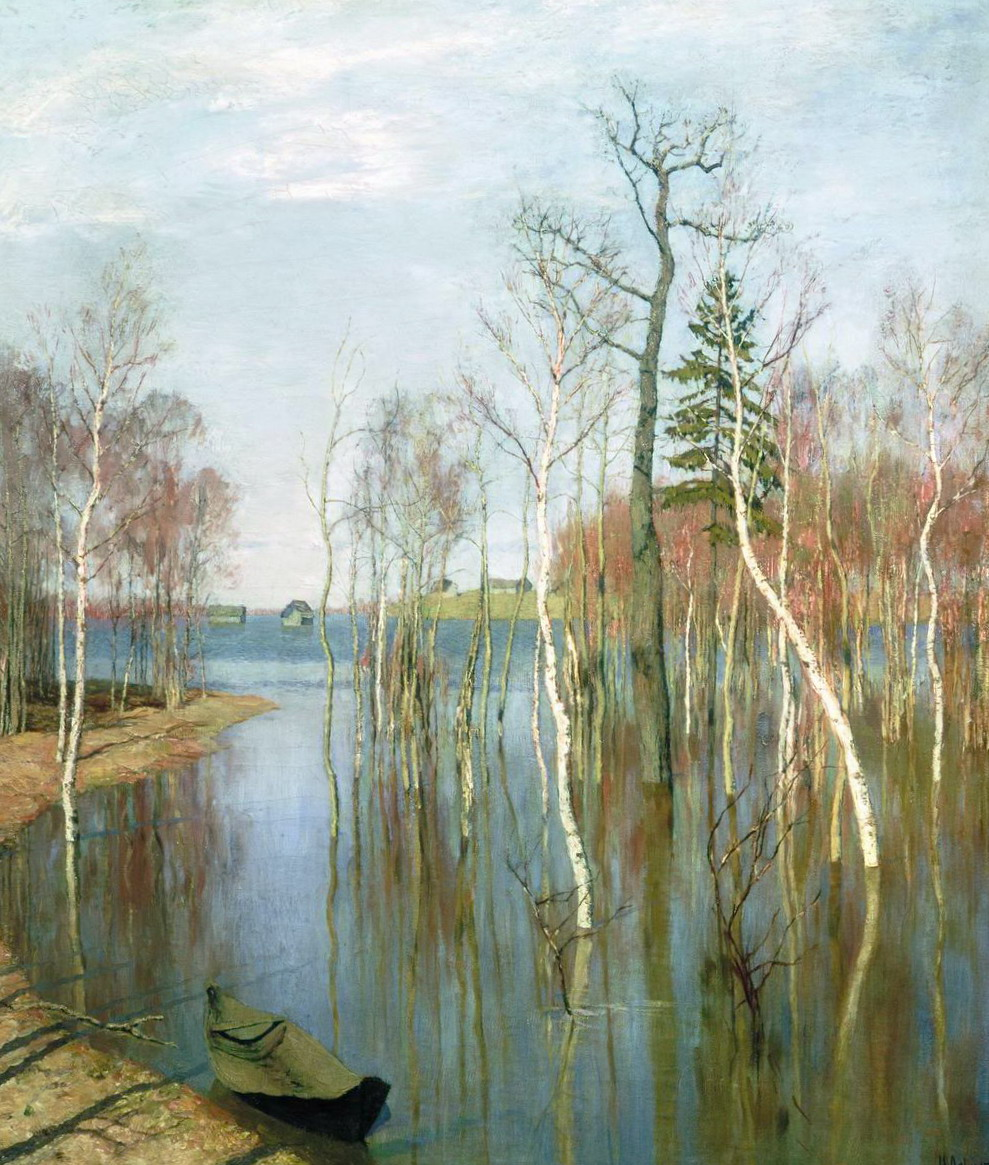
Mùa xuân, con nước, 1896-1897
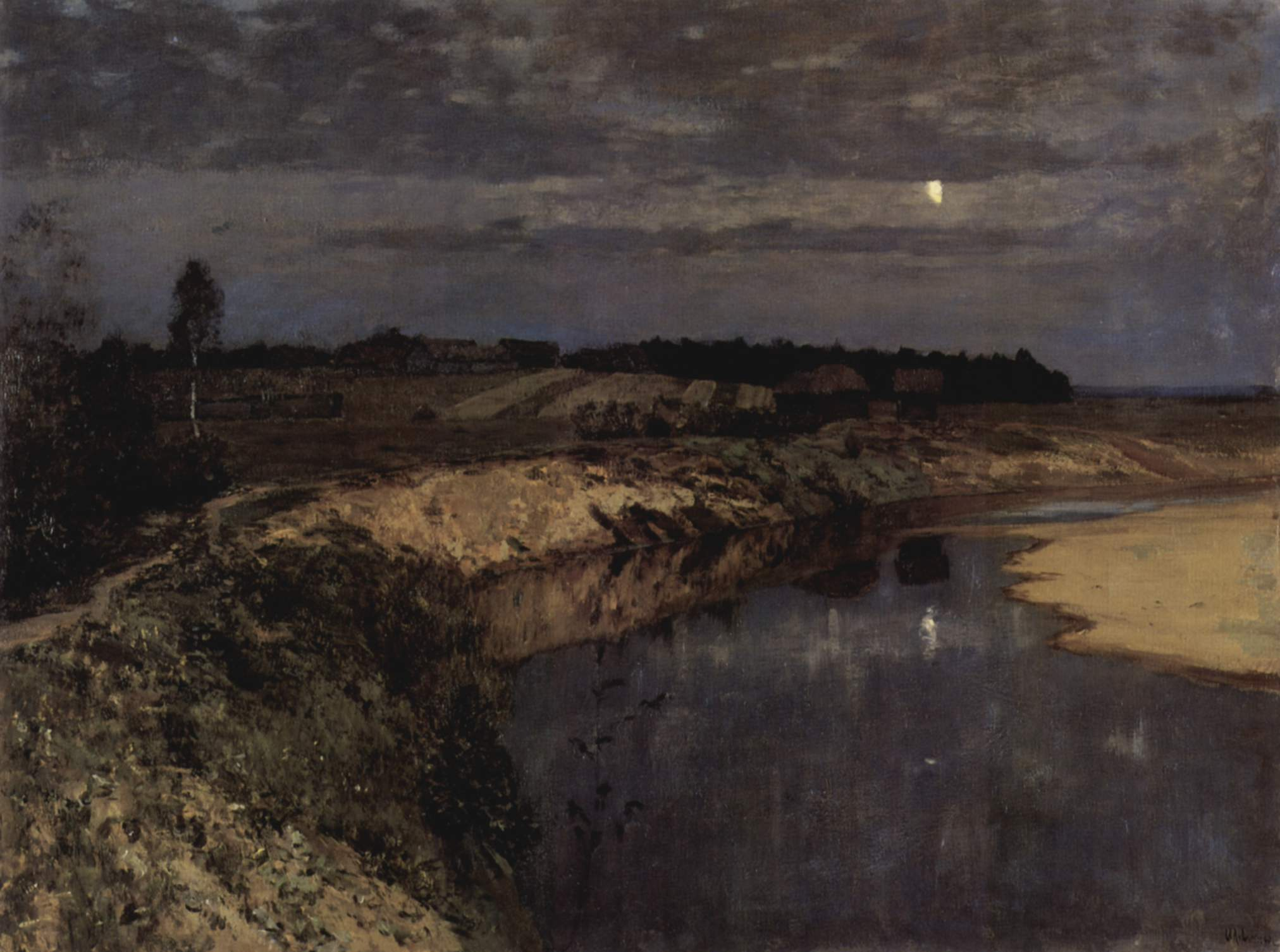
Yên tĩnh, 1898
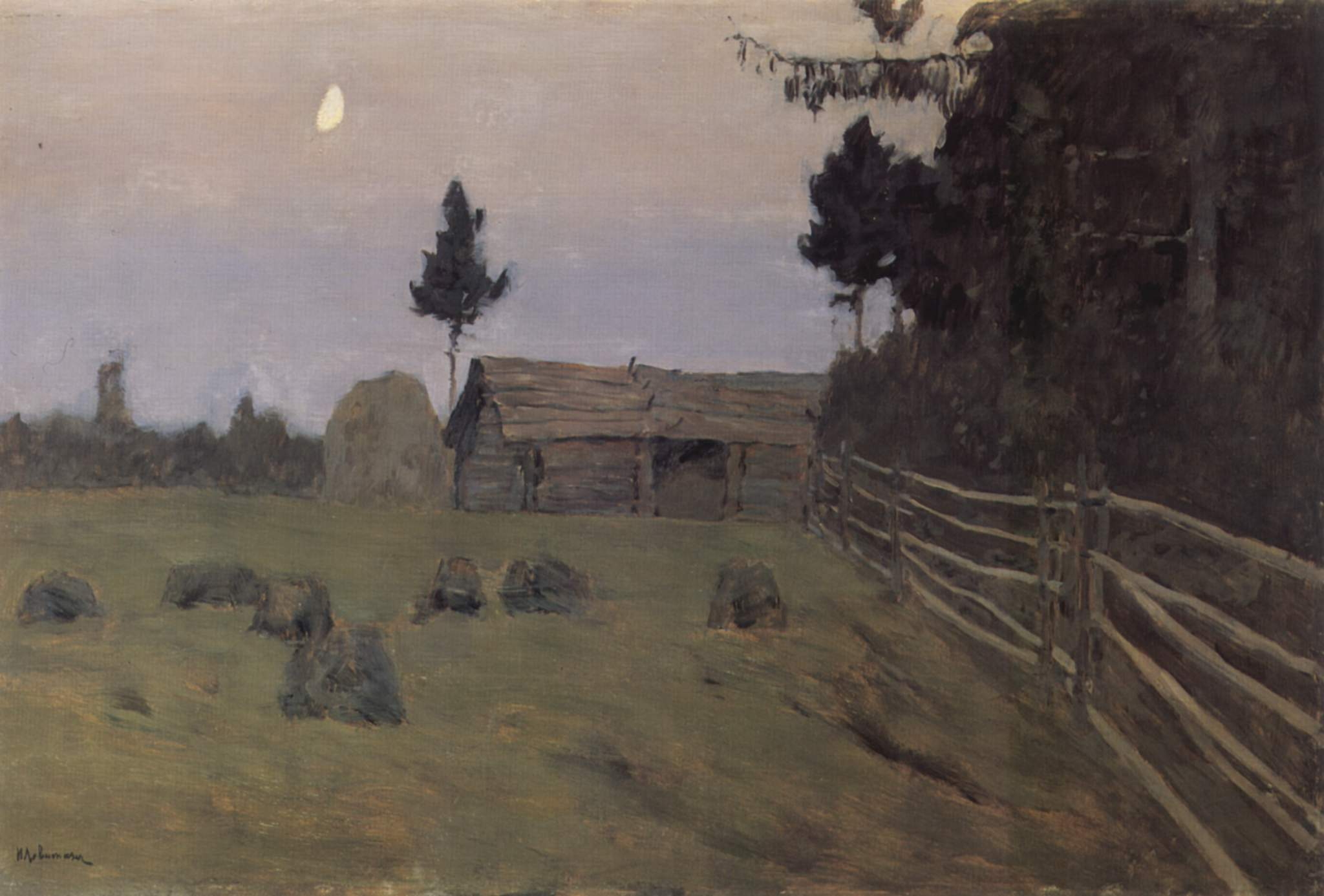
Bình minh, 1900
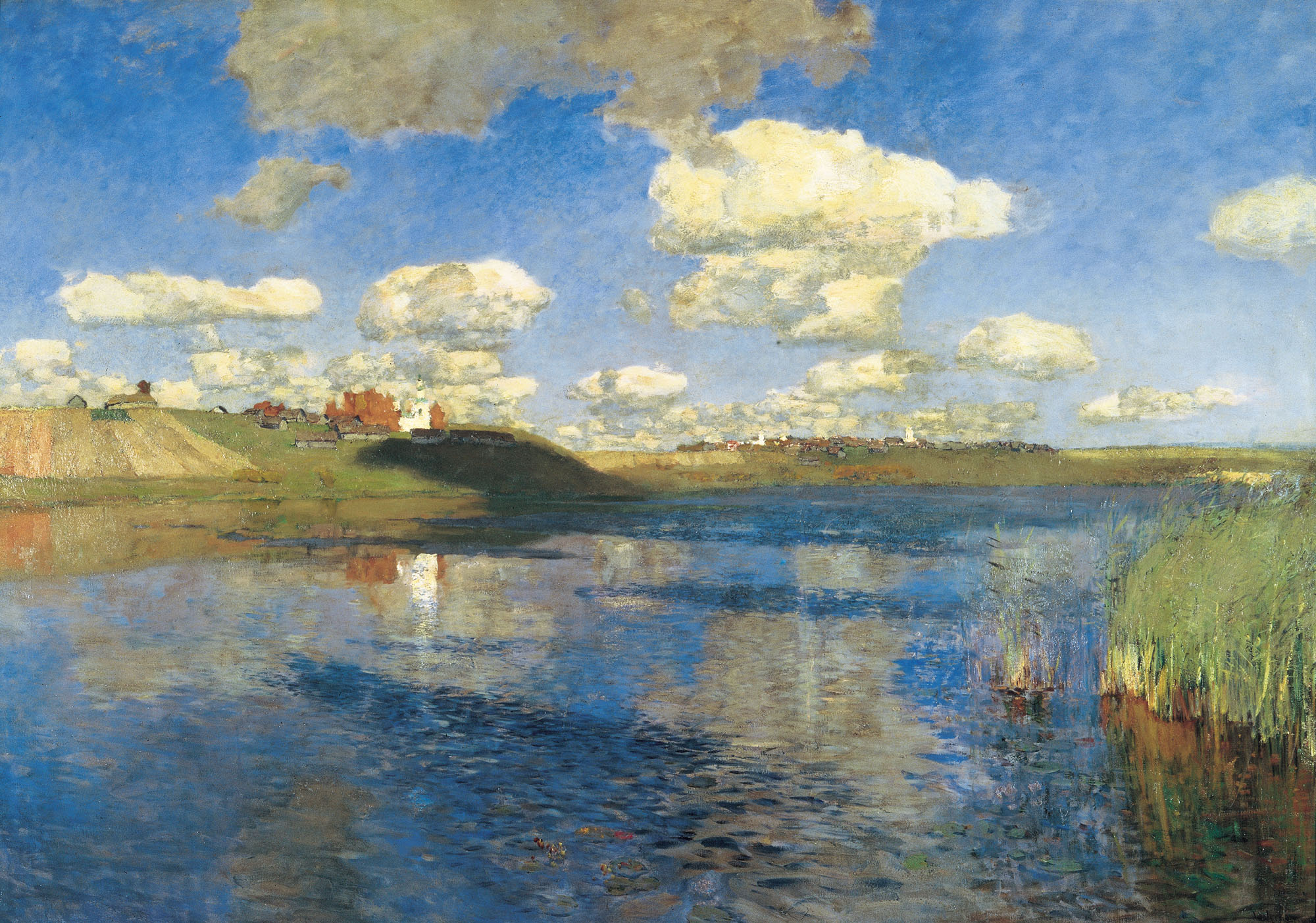
Hồ, 1900